# Município Massango
Município Massango är en kommun i Angola.   Den ligger i provinsen Malanje, i den norra delen av landet, 400 km öster om huvudstaden Luanda.
I omgivningarna runt Município Massango växer huvudsakligen savannskog. Runt Município Massango är det glesbefolkat, med 15 invånare per kvadratkilometer.